# پیرموسی (خوی)
پیرموسی، روستایی است از توابع بخش مرکزی شهرستان خوی استان آذربایجان غربی ایران.

## جمعیت
این روستا در دهستان فیرورق قرار داشته و بر اساس سرشماری سال ۱۳۸۵ جمعیت آن ۵۴۴ نفر (۱۲۲ خانوار)
بوده‌است.مردم این روستا به زبان ترکی آذربایجانی سخن میگویند.